# Gekromd vedermos
Gekromd vedermos (Fissidens incurvus) is een soort uit het geslacht vedermos (Fissidens).

## Ecologie
Gekromd vedermos groeit meestal in bleek tot frisgroene losse zoden op kalkrijke klei en leem in bossen, struwelen, grienden, uiterwaarden, weilanden, dijken en op steilkanten. Het groeit vaak samen met kleivedermos. Anders dan gezoomd vedermos wordt gekromd vedermos voornamelijk in de kleigebieden en in het rivierengebied gevonden.

## Verspreiding
In Nederland is gekromd vedermos vrij algemeen.